# Tagdemt
Tagdemt ou Tagdempt, de son nom Berbère Taghdemt est une commune de la wilaya de Tiaret en Algérie.

## Géographie
Le chef-lieu de la commune se trouve à environ à neuf (9) km à l'ouest de Tiaret, à laquelle il est relié par le chemin de wilaya: CW 11.

## Toponymie
L'hypothèse la plus défendable est celle qui reconnaît dans Tagdemt un toponyme berbère. Tagdemt serait donc un nom féminin de la racine GDM et du verbe "egdem" qui signifie : entourer totalement ou partiellement. Dans ce cas, Tagdemt veut dire la ville entourée, fortifiée par une barrière naturelle (rivière, marre, etc. ) ou murale (enceinte fortifiée). La deuxième hypothèse rapproche le toponyme Tagdemt à Taghdemt : "justice" ou "palais de justice" en berbère.
La troisième hypothèse voit en Tagdemt, une simple déformation berbérisante de Tahert la Vieille , ce qui donnerait en berbère : Tahert taqdimt ou Tahert tagdimt, et qui est le nom d'une des localités proche de cette ville (l'ancienne Tingartia byzantine).

## Histoire

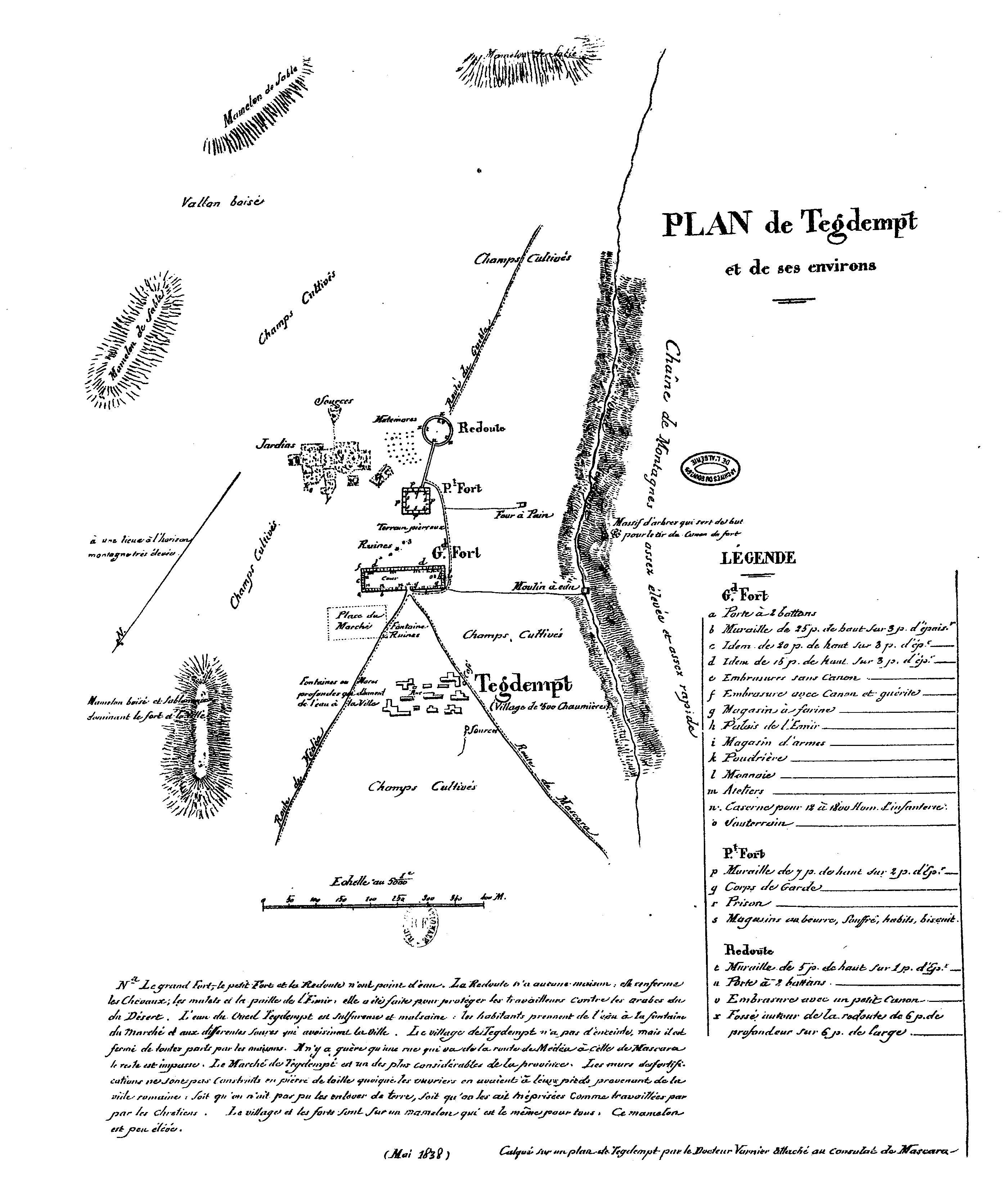
Tagdempt, ses forts et ses environs, relevés sommairement en 1838

Tagdemt fut la capitale des Rostémides sous le nom de Tahert. Tagdemt joue un rôle notable dans l'histoire de l'émirat d'Abd el-Kader, qui la fait fortifier à partir de 1836 et la considère comme une nouvelle capitale, après Mascara. Il y établit une fabrique d'armes.
La ville est prise au cours de la campagne de 1841 du général Bugeaud, devenu gouverneur général de l'Algérie en février. Partie de Mostaganem, le 18 mai, la colonne française arrive à Tagdemt le 25; les habitants l'ont incendiée avant de la quitter et les troupes françaises détruisent ce qu'il en reste, avant de partir pour Mascara occupée le 30 mai.

## Patrimoine
Les vestiges de Tahert-Tagdemt sont classés parmi les sites historiques depuis 1978. 